# 离散化

運用有限元素法求得離散化偏微分方程的一個解

在数学中，离散化关注连续模型和等式转化为离散形式的过程。离散化通常是处理对象使其易于数值计算机进行数值评估和处理的第一步。为适合计算机处理，额外还需要名为量化的过程。
- 欧拉离散
- 零阶保持

离散化也与离散数学有联系，同时也是粒度计算的一个重要部分。

## 线性状态空间模型的离散化
为适合数值计算，离散化也关注连续差分方程到离散差分方程的转化过程。

## 离散连续特征
在统计学和机器学习中，离散化指将连续特征或者变量，转变成离散特征或者变量的过程。

## 参看
- 离散空间
- 时标微积分